# RS-28 Sarmat
RS-28 Sarmat (nazvan po Sarmatima. NATO naziv: SS-X-29 ili SS-X-30), poznat kao "Satan II", ruski je super-teški interkontinentalni balistički projektil na tekuće gorivo opremljen MIRV -om ( ICBM) koji proizvodi Makejevski raketni dizajnerski biro od 2009. Namijenjen je zamjeni R-36M ICBM (SS-18 'Sotona') u ruskom arsenalu.
Sarmat je jedno od šest novih ruskih strateških oružja koje je ruski predsjednik Vladimir Putin predstavio 1. ožujka 2018. RS-28 Sarmat napravio je svoj prvi probni let 20. travnja 2022., a ruska vlada očekuje da će projektil ući u službu 2022. 16. kolovoza 2022. potpisan je državni ugovor za proizvodnju i isporuku strateškog raketnog sustava Sarmat.

## Dizajn
RS-28 Sarmat bit će sposoban nositi oko 10 tona korisnog tereta, ili za do 10 teških ili 15 lakih MIRV bojevih glava, neodređeni broj Avangardovih hipersoničnih klizećih vozila (HGV) ili kombinacija bojnih glava i nekoliko protumjera protiv protubalističkih raketnih sustava.  Rusko ministarstvo obrane priopćilo je da je projektil ruski odgovor na američki sustav Prompt Global Strike.
Sarmat ima kratku fazu pojačanja, koja skraćuje interval kada ga mogu pratiti sateliti s infracrvenim senzorima, kao što je američki svemirski infracrveni sustav, što ga čini težim za presretanje. Nagađa se da bi Sarmat mogao letjeti putanjom iznad Južnog pola, potpuno imun na bilo koji trenutni sustav proturaketne obrane, i da ima mogućnost frakcijskog orbitalnog bombardiranja (FOBS).
Prema različitim izvorima, lansirna mjesta RS-28 trebala bi biti opremljena aktivnim zaštitnim sustavom "Mozyr", dizajniranim da negira prednost potencijalnog protivnika u prvom udaru ispaljivanjem oblaka metalnih strelica ili lopti koje kinetički uništavaju nadolazeće bombe, krstareće rakete i ICBM bojeve glave na visinama do 6 km.